# Lázaro Ramos
Luís Lázaro Sacramento de Araújo Ramos OMC (Salvador, 1 de novembro de 1978), mais conhecido como Lázaro Ramos, é um ator, apresentador, ativista, escritor e cineasta brasileiro. Com passagem pelos mais variados campos das artes, ele ganhou vários prêmios, incluindo quatro Prêmios Arte Qualidade Brasil, dois Prêmios APCA, além de dois Kikitos do Festival de Gramado, sendo um pelo conjunto da obra.
Considerado um dos principais atores de sua geração, iniciou sua carreira em produções teatrais do Bando de Teatro Olodum na década de 1990. Em 2002, ganhou notoriedade ao interpretar João Francisco dos Santos no filme Madame Satã, pelo qual foi muito premiado e elogiado pela crítica. A partir daí, passou a destacar em produções de sucesso como O Homem que Copiava (2003), Meu Tio Matou um Cara (2004), Cidade Baixa (2005), Ó Paí, Ó (2007), O Vendedor de Passados (2015), Tudo Que Aprendemos Juntos (2015), Mundo Cão (2016), O Beijo no Asfalto (2018) e O Silêncio da Chuva (2021).
Na televisão, foi, durante os anos de 2002 a 2003, um dos correspondentes do dominical Fantástico, até começar a se destacar como um dos protagonistas da série Sexo Frágil (2003–04). No entanto, foi em 2006, que Lázaro ganhou projeção nacional, ao interpretar o malandro Foguinho, um dos personagens principais da novela Cobras & Lagartos, trabalho que lhe rendeu vários prêmios e elogios, incluindo uma indicação ao Emmy Internacional de melhor ator no ano de 2007. A partir daí, destacou-se em outros trabalhos televisivos, como as novelas Duas Caras (2007), Lado a Lado (2012) e Geração Brasil (2014), a série Mister Brau (2015-18) e na apresentação de programas como Espelho (2006–2021) no Canal Brasil, Lazinho com Você (2017) e Os Melhores Anos das Nossas Vidas (2018), ambos na TV Globo.
Na parte técnica, dirigiu diversos episódios do Espelho e documentários como Zózimo Bulbul (2006) e Bando, um Filme De (2018), além do premiado longa-metragem Medida Provisória (2018), a qual também escreveu e pelo qual ganhou um prêmio de melhor diretor no Festival de Cinema Itinerante da Língua Portuguesa. Ele também escreveu diversos livros, como os infantis A Velha Sentada (2010) e Caderno de rimas do João (2015), além do autobiográfico Na Minha Pele (2017).
Lázaro Ramos é torcedor do Vitória, um ativista dos direitos humanos e de conscientização contra o racismo. É embaixador do UNICEF no Brasil desde julho de 2009.

## Biografia
Começou a estudar teatro na escola e logo aos 10 anos de idade já fazia pequenos trabalhos no teatro com o nome artístico: Lula Somar (Nome formado das duas primeiras letras do seu nome composto "Lu" de Luís,"La" de Lázaro e "Somar" do sobrenome "Ramos", só que ao contrário). Quem contou a curiosidade do nome Lula Somar foi o próprio ator, durante entrevista no Programa do Jô, exibida no dia 4 de agosto de 2016 pela TV Globo.
Aos 15 anos entrou para o Bando de Teatro Olodum, dirigido por Marcio Meirelles e formado por atores negros, em Salvador. Enquanto dava seus primeiros passos para iniciar sua carreira, Lázaro Ramos trabalhou como técnico de laboratório de análises clínicas. Ele estudou Patologia no colegial técnico em Salvador. Nessa época sua mãe foi acometida por uma doença degenerativa. Lázaro, sendo filho único, ajudava a pagar as contas de casa.

## Carreira
Fez uma participação na peça A Bruxinha Que Era Boa, de Maria Clara Machado, 1988, quando tinha uns 12 anos num teatro itinerante que estava em Salvador, substituindo seu primo. Lázaro não tinha noção o que era atuar. Até que aos 15, decidiu ser ator. Em 1994, entrou para o Bando de Teatro Olodum, atuando na peça Bai, Bai Pelô. No cinema, fez uma figuração com o bando em Jenipapo 1995), de Monique Gardenberg, em 1998, reza a lenda que sua participação no filme Cinderela Baiana, com Carla Perez, foi importantíssima para que Lázaro conseguisse dinheiro para se manter enquanto estudava e em Sabor da Paixão, em 2000, quando contracenou com Murilo Benício e Penélope Cruz, uma comédia da diretora venezuelana Fina Torres. Madame Satã foi seu primeiro filme como protagonista. Mas, antes da estreia deste filme, Lázaro já havia rodado O Homem que Copiava, em que também fazia o papel principal, o tímido desenhista e operador de fotocopiadora André. Em Cafundó, de Paulo Betti, Lázaro viveu seu terceiro protagonista, João de Camargo, um ex-escravo que vira líder religioso. Em Nina, filme de Heitor Dhalia, inspirado no clássico Crime e Castigo de Dostoiévski, fez uma rápida aparição como um pintor.

### Estreia na Globo
Em 2002, Lázaro Ramos marca sua estreia na TV Globo na microssérie “Pastores da Noite”, baseado na obra de Jorge Amado. No ano seguinte, ao lado de Lúcio Mauro Filho, Bruno Garcia, Wagner Moura e Zéu Britto forma o quinteto da série Sexo Frágil, onde todos os protagonistas interpretavam papéis masculinos e femininos. Lázaro Ramos deu vida aos irmãos Fred e Priscila. A personagem feminina foi trazida do espetáculo “Mamãe Não Pode Saber”. Em “Sexo Frágil”, além da sua risada peculiar, a personagem se destacava por acreditar ser “extremamente parecida” com a modelo Gisele Bundchen. Apresentou diversos quadros no dominical Fantástico, como “O Homem Objeto”, “Instinto Humano”, “Os Sete Pecados Capitais”, “O Curioso” e “R1”, este último, apenas como locutor sobre a rotina dos médicos residentes no Hospital das Clinicas em São Paulo. Em 2005 participou do filme A Máquina (baseado na peça de mesmo nome), de João Falcão, juntamente com o também baiano Wagner Moura, Vladimir Brichta e Gustavo Falcão, e que fez muito sucesso no eixo Rio-São Paulo. Participou também da peça Mamãe Não Pode Saber, novamente sob direção de João Falcão. No mesmo ano, o ator  troca Salvador pelo Rio de Janeiro. Em Madame Satã, seu primeiro trabalho como protagonista no cinema, Lázaro Ramos representou a personalidade transformista do bairro carioca da Lapa. O filme teve vários prêmios em festivais internacionais de cinema e com isso, Lázaro começou a ganhar fama por ter interpretado o papel principal.

### Apresentador no Canal Brasil
O ano de 2006 marca a estreia de seu programa semanal “Espelho". Toda segunda-feira, Lázaro Ramos promove o encontro com diversas personalidades no Canal Brasil, discutindo temas pertinentes ao cotidiano brasileiro. Uma entrevista com o rapper Criolo em 2013, onde o cantor mostra-se indignado com o cenário político brasileiro, viralizou nas redes sociais, trazendo grande destaque ao programa. Em 2007, em Duas Caras, viveu Evilásio Caó, envolvido em um triângulo amoroso com Solange e Júlia, interpretadas respectivamente por Sheron Menezes e Débora Falabella.  Ainda no mesmo ano, estrelou o filme Ó Paí, Ó, ao lado novamente de Wagner Moura, onde seu personagem Roque era um "herói popular" aspirante a cantor. No filme, ele canta as músicas: "Protesto do Olodum", "Canto do Mundo", "Sonho Aventureiro" e "Vem Meu Amor". No ano seguinte resultou em uma série homônima exibida na TV Globo, que também já tinha sido peça teatral. Foi considerado pela Revista IstoÉ um dos 100 brasileiros mais influentes de 2007.

### Brasileiro influente

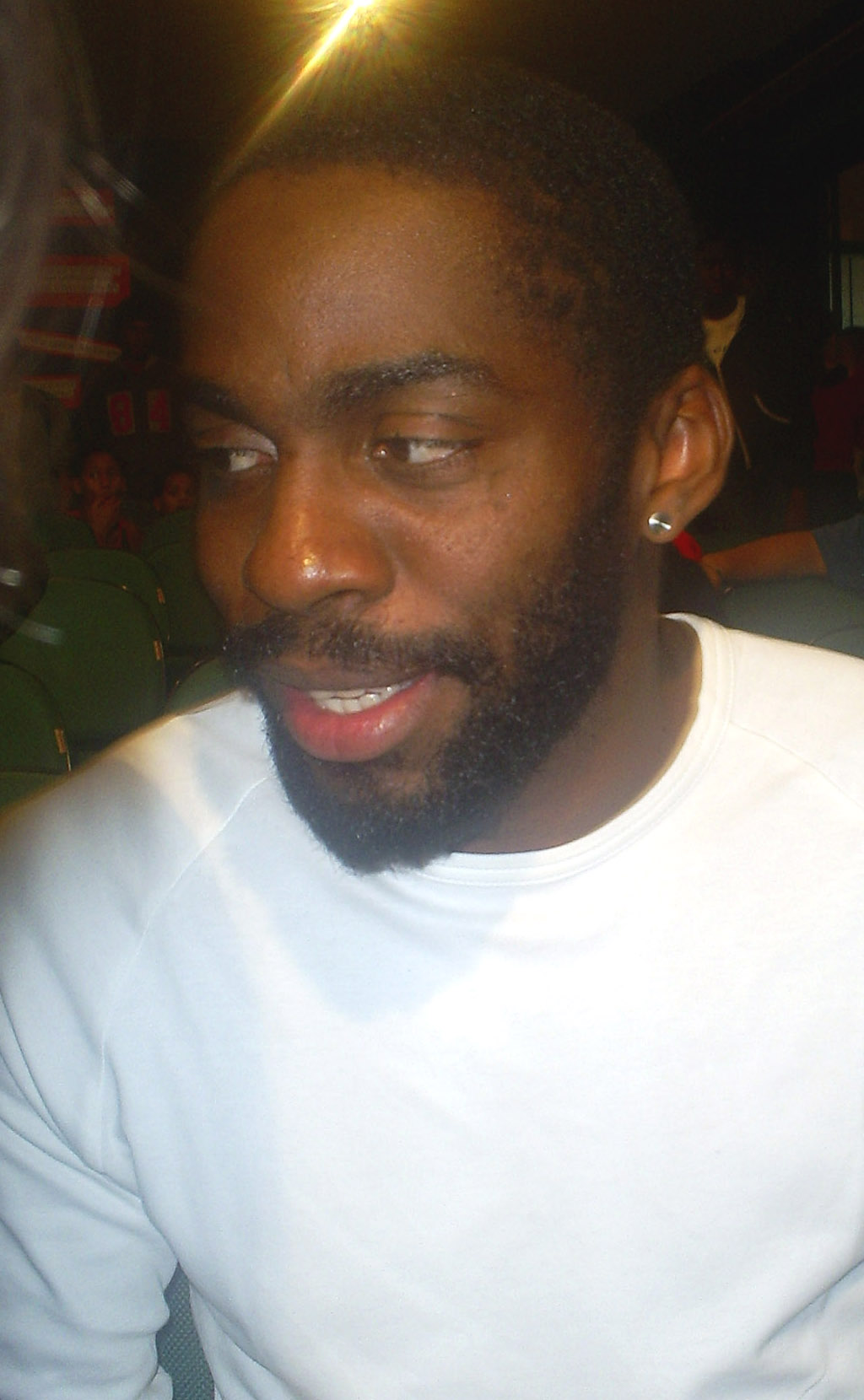
Ramos (2007)

Em julho de 2009, foi nomeado embaixador do UNICEF. Foi considerado pela Revista Época um dos 100 brasileiros mais influentes do ano de 2009. Ainda em 2009, Lázaro Ramos foi o apresentador da 5ª edição do prêmio BRAVO! Prime de Cultura. Em 2010, retorna a teledramaturgia com uma pequena participação especial como ele mesmo na novela “Passione”. Em 2011, interpretou André Gurgel em Insensato Coração. Tratava-se de um solteirão convicto que não escondia de ninguém a falta de interesse em se aprofundar em um relacionamento. Nesse ano, recebe o prêmio Camélia da Liberdade na categoria "Imprensa" em reconhecimento a personalidades que promovem ações de inclusão social de afrodescendentes. Em 2012 viveu o capoeirista Zé Maria, par romântico de Isabel, interpretada por Camila Pitanga, em Lado a Lado. O texto de João Ximenes Braga e Claudia Lage foi vencedor do Emmy 2013 em sua categoria. A novela marcou a estreia do ator em folhetins de época.

### Novelas e filmes
Em 2014, viveu o físico quântico, guru pop e mentor filosófico dos tecnocratas do Vale do Silício Brian Benson em Geração Brasil. Esta foi a segunda trama das 19h onde pode contracenar com sua esposa Tais Araújo, porém, desta vez, seu personagem não tinha interesse romântico na personagem Verônica, vivida pela atriz. No ano seguinte é escalado pela Rede Globo para a cobertura da 87ª cerimônia de entrega do Oscar ao lado de Artur Xexeo e Maria Beltrão. Ainda em 2015, a Rede Globo, em parceria com a Unesco, estabeleceu uma nova linguagem para o projeto Criança Esperança. Lázaro Ramos integra o novo time de mobilizadores do programa, acompanhado pelas atrizes Leandra Leal e Dira Paes e o judoca Flávio Canto. A parceria segue no ano de 2016. O ano de 2015 ainda reservou duas estreias no cinema para o ator. Ao lado de Susana Vieira, Otávio Augusto, Roberta Rodrigues e Lúcio Mauro Filho, interpretou o porteiro Geneton na comédia Sorria, Você Está Sendo Filmado. Em seguida, protagoniza o drama Tudo que Aprendemos Juntos, onde encarna o violinista Laerte, que após uma frustração na carreira se vê obrigado a aceitar um trabalho como professor de música numa comunidade carente. Em outubro de 2015, ao lado de sua esposa Tais Araújo, estrela o seriado Mister Brau. A série recebe elogios no exterior por ser a primeira produção brasileira protagonizada por um casal negro e empoderado. Criado por Jorge Furtado e Adriana Falcão, conta sobre a vida superlativa de um astro musical que vive num condomínio conservador na Barra da Tijuca. O texto costuma abordar temas como racismo, feminismo e direitos humanos através do humor. Garantindo bons índices de audiência nas noites de terça-feira, a produção já garantiu a sua continuidade para uma terceira temporada. Em 2016, no cinema, Lázaro Ramos viveu seu primeiro vilão, o sanguinário Nenê do suspense Mundo Cão, com Babu Santana e Adriana Esteves.Em agosto de 2019,foi homenageado com o Troféu Oscarito no Festival de Gramado.

### Literatura

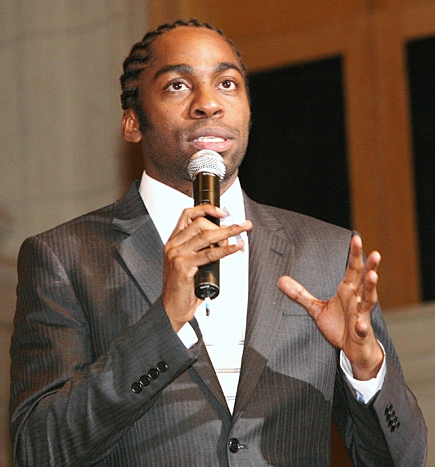
Ramos (2009)

A primeira aposta de Lazaro Ramos na literatura infantil foi aos 21 anos, com o título "Paparutas", uma referência a Ilha do Paty, em São Francisco do Conde, cidade de origem de grande parte da sua família. Segundo Lazaro, este livro é muito mais sobre a criança que ele foi e sobre autoestima. Seu segundo livro, "A Velha Sentada", lançado em 2010, versa sobre as relações das crianças com a internet e o poder da imaginação. O livro deu origem a um espetáculo infantil intitulado "A Menina Edith e a Velha Sentada", enredo musicado com 12 canções, que misturam vários estilos e intérpretes, como James Brown, Raul Seixas, Amy Winehouse, Pitty e Cartola, sempre acompanhados de uma banda, além de coreografia e truques circenses. O texto sagra-se vencedor do Prêmio Zilka Salaberry em 2014 na categoria Melhor Diretor para Lázaro Ramos. Em 2015, o texto é novamente reconhecido, desta vez com dois Prêmios CBTIJ de Teatro para Crianças, nas categorias Música Original e Texto Adaptado. Em seguida, Lázaro Ramos publica pela Editora Pallas o seu segundo livro infantil, “O Caderno de Rimas do João”, baseado em termos curiosos que ouviu de diversas crianças, principalmente seu filho mais velho, João Vicente. Através de rimas, o autor tenta explicar temas complexos como corrupção e dinheiro. Ainda no universo infantil, Lázaro Ramos assina o roteiro e direção do espetáculo “Boquinha… e assim surgiu o mundo”. O texto convida o público a explorar as aventuras de João Vicente numa viagem por diversas culturas que tentam explicar, cada um à sua maneira, a criação do mundo. A história é baseada numa dobradura que o ator fazia para brincar com seus filhos e a partir daí responder seus questionamentos sobre a Terra. Para o ano de 2017, Lázaro Ramos prepara o lançamento de dois novos títulos. O primeiro, “O Coelho Que Queria Mais”, pela Editora Pallas. Recentemente assinou com a Companhia das Letras para a publicação do seu primeiro livro para o público adulto, ainda sem título definido.

### Teatro
No teatro, Lázaro Ramos atualmente dirige e encena ao lado de Tais Araújo o drama O Topo da Montanha, texto da autora nova-iorquina Katori Hall, com tradução de Sílvio de Albuquerque. O espetáculo imagina as últimas horas de vida do líder dos direitos civis norte-americanos Martin Luther King Jr.

### Cineasta
Estreou como diretor de cinema em 2019/ 2020 com o início da filmagem de "Medida Provisória". Por causa da pandemia, o filme estreou primeiramente em festivais internacionais de cinema. A estreia na Rússia, por exemplo, foi em 3 de outubro de 2020. Em março de 2021, seguia inédito no Brasil. O filme "Medida Provisória" (Executive Order) conquistou prêmios internacionais, como o troféu de Melhor Roteiro no Indie Memphis Film Fest. Foi criticado pelo presidente da Fundação Palmares, Sérgio Camargo.
Em setembro de 2021, Lázaro Ramos assinou um contrato de exclusividade, com duração de três anos, com o Amazon Studios, para as produções do Prime Video e projetos de outras áreas da empresa como o Amazon Music e Amazon Alexa.

## Vida pessoal
Lázaro é casado com a atriz Taís Araújo, mãe de seus dois filhos, João Vicente de Araújo Ramos (nascido em 18 de junho de 2011) e Maria Antônia (nascida em 23 de janeiro de 2015). Os dois se conheceram no final de 2004, enquanto Taís ainda era noiva. Após o fim do relacionamento dela, os dois assumiram o namoro e ficaram noivos no ano seguinte. Em 2006, contracenaram juntos pela primeira vez na novela Cobras & Lagartos. Os dois chegaram a se separar em 2008, mas reataram o casamento no final do mesmo ano.

## Filmografia

### Televisão
| Ano     | Título                            | Personagem / Cargo               | Nota                                                                                                |
| ------- | --------------------------------- | -------------------------------- | --------------------------------------------------------------------------------------------------- |
| 2002    | Pastores da Noite                 | Massu                            | |
| 2003    | Fantástico                        | Repórter                         | Quadro: O Homem Objeto Quadros: Instinto Humano Quadro: Os 5 Sentidos Quadro: Os 7 Pecados Capitais |
| 2003    | Cena Aberta                       | Bonifácio                        | Episódio: "Negro Bonifácio"                                                                         |
| 2003    | A Grande Família                  | Alemão                           | Episódio: "Quem Vai Ficar com Mário?"                                                               |
| 2003    | Carga Pesada                      | Agente Edison                    | Episódio: "Companheiros"                                                                            |
| 2003–04 | Sexo Frágil                       | Fred                             | |
| 2003–04 | Sexo Frágil                       | Priscila                         | |
| 2005    | Carandiru, Outras Histórias       | Ezequiel                         | Episódio: "Ezequiel, o Azarado"                                                                     |
| 2005    | Levando a Vida                    | Formiga                          | Especial de fim de ano                                                                              |
| 2006    | Cobras & Lagartos                 | Daniel Miranda Café (Foguinho)   | |
| 2006–21 | Espelho                           | Apresentador                     | |
| 2007    | Duas Caras                        | Evilásio Caó dos Santos          | |
| 2008–09 | Ó Paí, Ó                          | Roque Bahia                      | |
| 2009    | Decamerão: A Comédia do Sexo      | Monge Masetto                    | |
| 2009    | Dó-Ré-Mi-Fábrica                  | Ludovico / Arquimedes            | Especial de fim de ano                                                                              |
| 2011    | Passione                          | Ele mesmo                        | Episódio: "6 de janeiro"                                                                            |
| 2011    | Insensato Coração                 | André Gurgel                     | |
| 2012    | Lado a Lado                       | José Maria dos Santos (Zé Maria) | |
| 2013    | O Dentista Mascarado              | Falso Lázaro Ramos               | Episódio: "14 de junho"                                                                             |
| 2014    | Doce de Mãe                       | Francis Farmer                   | Episódio: "Nosso Amor é Fogo"                                                                       |
| 2014    | A Grande Família                  | Ele mesmo / Agostinho Carrara    | Episódio: "Um"                                                                                      |
| 2014    | Geração Brasil                    | Brian Roberto Benson             | |
| 2015–18 | Criança Esperança                 | Apresentador                     | |
| 2015–18 | Mister Brau                       | Bráulio Damásio (Mister Brau)    | |
| 2017    | Rock Story                        | Bráulio Damásio (Mister Brau)    | Episódio: "1 de março"                                                                              |
| 2017    | Lazinho com Você                  | Apresentador                     | |
| 2018    | Os Melhores Anos das Nossas Vidas | Apresentador                     | [ 50 ]                                                                                              |
| 2020    | Diário de Um Confinado            | Dr. Guilherme Lemos              | |
| 2020    | Amor e Sorte                      | Cadú Fernandes                   | |
| 2021    | Aruanas                           | Enzo Costa                       | |
| 2021    | Amor de Mãe                       | Narrador                         | Episódio: "15 de março"                                                                             |
| 2022    | Sob Pressão                       | Davi                             | Episódio: "2 de junho"                                                                              |
| 2022    | Sob Pressão                       | Michel                           | Episódio: "2 de junho"                                                                              |
| 2023–24 | Elas por Elas                     | Mário Cury (Mário Fofoca)        | |
| 2024    | 5x Comédia                        | Daluz Santana                    | Episódio: "Amor em Tempos de Pets"                                                                  |
| 2024    | Tô Nessa                          | Timbau                           | Episódio: "8 de dezembro"                                                                           |
| 2026    | Os Outros                         | Roberto                          | |
| 2026    | A Nobreza Do Amor                 | Jendal                           | |

### Cinema
| Ano  | Título                                    | Personagem                              | Notas          |
| ---- | ----------------------------------------- | --------------------------------------- | -------------- |
| 1998 | Cinderela Baiana                          | Chico                                   |                |
| 2000 | Woman on Top                              | Max                                     |                |
| 2002 | As Três Marias                            | Catrevagem                              |                |
| 2002 | Madame Satã                               | João Francisco dos Santos / Madame Satã |                |
| 2003 | Carandiru                                 | Ezequiel                                |                |
| 2003 | O Homem do Ano                            | Marcão                                  |                |
| 2003 | O Homem que Copiava                       | André Maciel                            |                |
| 2004 | Meu Tio Matou um Cara                     | Éder Fragoso                            |                |
| 2004 | Nina                                      | Pintor                                  |                |
| 2004 | TheLastNote.com                           | Lázaro                                  | Curta-metragem |
| 2005 | A Máquina                                 | Doido Cético                            |                |
| 2005 | Cafundó                                   | João de Camargo                         |                |
| 2005 | Cidade Baixa                              | Deco                                    |                |
| 2005 | Desejo                                    | Edmilson                                | Curta-metragem |
| 2005 | Quanto Vale ou É por Quilo?               | sequestrador                            |                |
| 2006 | O Cobrador                                | C                                       |                |
| 2007 | Ópera do Mallandro                        | Mallandro 1                             | Curta-metragem |
| 2007 | Ó Paí, Ó                                  | Roque                                   |                |
| 2007 | Saneamento Básico, o Filme                | Zico                                    |                |
| 2011 | Amanhã Nunca Mais                         | Dr. Walter                              |                |
| 2011 | Priscilla Drag, Eu sou Rica!              | Ele mesmo                               |                |
| 2012 | Marighella                                | Narrador                                | Documentário   |
| 2012 | O Grande Kilapy                           | Joãozinho (João Fraga)                  |                |
| 2014 | As Aventuras do Avião Vermelho            | Chocolate (voz)                         | Dublagem       |
| 2015 | O Vendedor de Passados                    | Vicente                                 |                |
| 2015 | Sorria, Você Esta Sendo Filmado - O Filme | Geneton                                 |                |
| 2015 | Tudo que Aprendemos Juntos                | Laerte dos Santos                       |                |
| 2016 | Mundo Cão                                 | Nenê                                    |                |
| 2018 | O Beijo no Asfalto                        | Arandir                                 |                |
| 2018 | Mussum, um Filme do Cacetis               | Narrador                                | Documentário   |
| 2018 | O Grinch                                  | Grinch (voz)                            | Dublagem       |
| 2019 | Um Espião Animal                          | Lance Sterling (voz)                    | Dublagem       |
| 2019 | Correndo Atrás                            | Jerry                                   |                |
| 2020 | M8 - Quando a Morte Socorre a Vida        | Motorista da funerária                  |                |
| 2020 | D. P. A. 3 - Uma Aventura no Fim do Mundo | Mago Elergun                            |                |
| 2021 | O Silêncio da Chuva                       | Inspetor Espinosa                       |                |
| 2022 | As Verdades                               | Josué                                   |                |
| 2022 | Papai É Pop                               | Tom                                     |                |
| 2023 | Ó Paí, Ó 2                                | Roque                                   |                |
| 2023 | Feliz Ano Novo... De Novo                 | Lázaro / Vários Personagens             |                |
| 2023 | O Primeiro Natal do Mundo                 | Pepê                                    |                |
| 2023 | Minha Irmã e Eu                           | Lázaro Ramos                            |                |
| 2024 | Arca de Noé                               | Baruk (voz)                             | Voz original   |
| 2025 | Velhos Bandidos                           | Investigador Oswaldo                    |                |

### Audiobooks
| Ano  | Título | Papel         | Notas  |
| ---- | ------ | ------------- | ------ |
| 2025 | 1984   | Winston Smith | [ 73 ] |

## Teatro
| Ano           | Título                             | Papel / Função     |
| ------------- | ---------------------------------- | ------------------ |
| 1988          | A Bruxinha que era boa             |                    |
| 1994          | Bai Bai Pelô                       |                    |
| 1995          | Zumbi Está Vivo e Continua Lutando |                    |
| 1995          | A Casa Fechada                     |                    |
| 1996          | Erê pra Toda Vida                  |                    |
| 1996          | Ópera de 3 Mirréis                 |                    |
| 1997          | Cabaré da Raça                     |                    |
| 1997          | Londres                            | Oxóssi             |
| 1997          | Bacantes                           |                    |
| 1997          | Esmeralda a Vampira fetichista     | Bruxa Queche       |
| 1997          | Tropicália e Bananas               | Gilberto Gil       |
| 1998          | Cuida Bem de Mim                   |                    |
| 1998          | Ópera de 3 Reais                   |                    |
| 1998          | Um Tal de Dom Quixote              |                    |
| 1998          | Dom Quixote de Cervantes           |                    |
| 1999          | A Exceção e a Regra                |                    |
| 1999          | Sonho de uma Noite de Verão        |                    |
| 2000          | A Máquina                          |                    |
| 2002          | Mamãe não Pode Saber               |                    |
| 2002          | A Ver Estrelas                     |                    |
| 2003          | Homem Objeto                       |                    |
| 2007          | O Método Grönholm                  | Fernando Fontes    |
| 2015–presente | O Topo da Montanha                 | Martin Luther King |

## Direção

### Televisão
| Ano     | Título       | Nota              |
| ------- | ------------ | ----------------- |
| 2006–21 | Espelho      |                   |
| 2010    | Fantástico   | Quadro: O Curioso |
| 2020    | Falas Negras |                   |

### Filmes
| Ano  | Título             | Nota           |
| ---- | ------------------ | -------------- |
| 2006 | Zózimo Bulbul      | Documentário   |
| 2018 | Bando, um Filme De | Documentário   |
| 2022 | Medida Provisória  | Longa-metragem |

### Videoclipes
| Ano  | Título               | Artista                |
| ---- | -------------------- | ---------------------- |
| 2010 | "Símbolo do Coração" | Ara Ketu               |
| 2016 | "Vai Dar Ruim"       | Dream Team do Passinho |

### Teatro
| Ano           | Título                           |
| ------------- | -------------------------------- |
| 2011          | Namíbia, não!                    |
| 2013          | A Menina Edith e a Velha Sentada |
| 2015–presente | O Topo da Montanha               |
| 2016          | Boquinha… E assim surgiu o mundo |
| 2016          | O Jornal – The Rolling Stone     |

## Literatura
- 2000 - Paparutas
- 2010 - A Velha Sentada
- 2014 - O Caderno de Rimas do João
- 2017 - O Coelho Que Queria Mais
- 2017 - Na Minha Pele
- 2022 - Medida Provisória: Diário do Diretor

## Prêmios e indicações
| Ano  | Premiação                                               | Categoria                                   | Nomeações                           | Resultado |
| ---- | ------------------------------------------------------- | ------------------------------------------- | ----------------------------------- | --------- |
| 2002 | Prêmio Shell de Teatro                                  | Melhor Ator                                 | Mamãe não Pode Saber                | Indicado  |
| 2002 | Mostra Internacional de Cinema de São Paulo             | Melhor Ator                                 | Madame Satã                         | Venceu    |
| 2002 | Festival de Cinema Ibero-Americano de Huelva            | Melhor Ator                                 | Madame Satã                         | Venceu    |
| 2002 | Festival Internacional de Cinema de Cuenca              | Melhor Ator                                 | Madame Satã                         | Venceu    |
| 2003 | Troféu Associação Paulista de Críticos de Arte (APCA)   | Melhor Ator                                 | Madame Satã                         | Venceu    |
| 2003 | Festival SESC Melhores Filmes                           | Melhor Ator                                 | Madame Satã                         | Venceu    |
| 2003 | Grande Prêmio Cinema Brasil                             | Melhor Ator                                 | Madame Satã                         | Venceu    |
| 2003 | Festival de Cinema de Lima                              | Melhor Ator                                 | Madame Satã                         | Venceu    |
| 2003 | Festival Internacional de Cinema de Santo Domingo       | Melhor Ator                                 | Madame Satã                         | Venceu    |
| 2003 | Festival Internacional de Cinema de Valdivia            | Melhor Ator                                 | Madame Satã                         | Venceu    |
| 2003 | Festival Internacional du Film d'Amour de Mons          | Melhor Ator                                 | Madame Satã                         | Venceu    |
| 2003 | Prêmio Qualidade Brasil                                 | Melhor Ator                                 | O Homem que Copiava                 | Indicado  |
| 2003 | Festival de Havana                                      | Melhor Ator                                 | O Homem que Copiava                 | Venceu    |
| 2004 | Festival SESC Melhores Filmes                           | Melhor Ator                                 | O Homem que Copiava                 | Venceu    |
| 2004 | Grande Prêmio Cinema Brasil                             | Melhor Ator                                 | O Homem que Copiava                 | Indicado  |
| 2004 | Festival Internacional de Cinema de Cartagena           | Melhor Ator Coadjuvante (com todo elenco)   | Carandiru                           | Venceu    |
| 2005 | Grande Prêmio Cinema Brasil                             | Melhor Ator                                 | Meu Tio Matou um Cara               | Indicado  |
| 2005 | Prêmio Qualidade Brasil                                 | Melhor Ator                                 | Meu Tio Matou um Cara               | Indicado  |
| 2005 | Prêmio Qualidade Brasil                                 | Melhor Ator (com Ângelo Antônio)            | Meu Tio Matou um Cara               | Venceu    |
| 2005 | Prêmio José Lewgoy do Cinema Gaúcho                     | Melhor Ator                                 | Meu Tio Matou um Cara               | Venceu    |
| 2005 | Prêmio Homem do Ano - Revista VIP                       | Cinema                                      | Meu Tio Matou um Cara               | Venceu    |
| 2005 | Cine Ceará                                              | Melhor Ator Coadjuvante                     | Quanto Vale ou É por Quilo?         | Venceu    |
| 2005 | Festival de Gramado                                     | Kikito (Ator)                               | Cafundó                             | Venceu    |
| 2006 | Prêmio Contigo de Cinema Nacional                       | Melhor Ator                                 | Cidade Baixa                        | Indicado  |
| 2006 | Prêmio ACIE de Cinema                                   | Melhor Ator                                 | Cidade Baixa                        | Indicado  |
| 2006 | Festival de Cinema Brasileiro de Miami                  | Melhor Ator                                 | Cidade Baixa                        | Indicado  |
| 2006 | Prêmio Faz Diferença                                    | Revista da TV (com Carolina Dieckmann)      | Cobras & Lagartos                   | Venceu    |
| 2006 | Prêmio Extra de Televisão                               | Melhor Ator                                 | Cobras & Lagartos                   | Venceu    |
| 2006 | Troféu Raça Negra                                       | Prêmio especial                             | Cobras & Lagartos                   | Venceu    |
| 2006 | Melhores do Ano                                         | Melhor Ator                                 | Cobras & Lagartos                   | Venceu    |
| 2006 | Melhores do UOL e PopTevê                               | Melhor Ator                                 | Cobras & Lagartos                   | Indicado  |
| 2006 | Prêmio Homem do Ano - Revista VIP                       | Televisão                                   | Cobras & Lagartos                   | Venceu    |
| 2007 | Troféu Associação Paulista de Críticos de Arte (APCA)   | Melhor Ator                                 | Cobras & Lagartos                   | Venceu    |
| 2007 | Troféu Imprensa                                         | Melhor Ator                                 | Cobras & Lagartos                   | Indicado  |
| 2007 | Troféu Internet                                         | Melhor Ator                                 | Cobras & Lagartos                   | Venceu    |
| 2007 | Prêmio Contigo! de TV                                   | Melhor Par Romântico (com Taís Araújo)      | Cobras & Lagartos                   | Indicado  |
| 2007 | Prêmio Contigo! de TV                                   | Melhor Ator                                 | Cobras & Lagartos                   | Venceu    |
| 2007 | Meus Prêmios Nick                                       | Ator Favorito                               | Cobras & Lagartos                   | Venceu    |
| 2007 | Emmy Internacional                                      | Melhor Ator                                 | Cobras & Lagartos                   | Indicado  |
| 2007 | Prêmio Qualidade Brasil                                 | Melhor Ator                                 | Ó Paí, Ó                            | Indicado  |
| 2007 | Grande Prêmio Cinema Brasil                             | Melhor Ator Coadjuvante                     | Cidade Baixa                        | Indicado  |
| 2007 | Grande Prêmio Cinema Brasil                             | Melhor Ator                                 | A Máquina                           | Indicado  |
| 2007 | Prêmio Qualidade Brasil de Teatro                       | Melhor Ator                                 | O Método Grönholm                   | Venceu    |
| 2007 | Prêmio Contigo de Teatro                                | Melhor Ator                                 | O Método Grönholm                   | Venceu    |
| 2008 | Troféu Imprensa                                         | Melhor Ator                                 | Duas Caras                          | Indicado  |
| 2008 | Prêmio Contigo! de TV                                   | Melhor Par Romântico (com Débora Falabella) | Duas Caras                          | Indicado  |
| 2008 | Prêmio Festnatal                                        | Melhor Ator                                 | Duas Caras                          | Venceu    |
| 2008 | Troféu Super Cap de Ouro                                | Melhor Ator                                 | Duas Caras                          | Venceu    |
| 2008 | Prémio Ariel                                            | Melhor Ator                                 | O Cobrador                          | Indicado  |
| 2008 | Grande Prêmio Cinema Brasil                             | Melhor Ator                                 | Ó Paí, Ó                            | Indicado  |
| 2009 | Prêmio Qualidade Brasil                                 | Melhor Ator de Série ou Projeto Especial    | Ó Paí, Ó: série                     | Venceu    |
| 2009 | Prêmio Contigo! de TV                                   | Melhor Ator Cômico                          | Ó Paí, Ó: série                     | Indicado  |
| 2011 | Prêmio Braskem de Teatro                                | Melhor Direção                              | Namíbia, Não!                       | Indicado  |
| 2011 | Prêmio Camélia da Liberdade                             | Imprensa                                    | Espelho                             | Venceu    |
| 2012 | Prêmio Anu                                              | Homenageado do ano                          | Conjunto da obra                    | Venceu    |
| 2013 | Festival Internacional de Cinema de Barra do Piraí      | Homenageado do ano                          | Conjunto da obra                    | Venceu    |
| 2013 | Troféu Associação Paulista de Críticos de Arte (APCA)   | Melhor Ator                                 | Lado a Lado                         | Indicado  |
| 2013 | Prêmio Extra de Televisão                               | Melhor Ator                                 | Lado a Lado                         | Indicado  |
| 2013 | Melhores do UOL e PopTevê                               | Melhor Ator                                 | Lado a Lado                         | Indicado  |
| 2013 | Melhores do UOL e PopTevê                               | Melhor Par Romântico (com Camila Pitanga)   | Lado a Lado                         | Indicado  |
| 2013 | Prêmio Zilka Salaberry                                  | Melhor Direção                              | A Menina Edith e a Velha Sentada    | Venceu    |
| 2013 | Prêmio Zilka Salaberry                                  | Melhor Texto                                | A Menina Edith e a Velha Sentada    | Indicado  |
| 2013 | Festival de Cinema Itinerante da Língua Portuguesa      | Melhor Ator                                 | O Grande Kilapy                     | Venceu    |
| 2013 | Prêmio Braskem de Teatro                                | Prêmio Especial                             | Conjunto da Obra                    | Venceu    |
| 2014 | Melhores do Ano                                         | Melhor Ator Coadjuvante                     | Geração Brasil                      | Indicado  |
| 2014 | Prêmio Quem de Televisão                                | Melhor Ator Coadjuvante                     | Geração Brasil                      | Indicado  |
| 2014 | Prêmio Contigo! de TV                                   | Melhor Ator de Novela                       | Geração Brasil                      | Indicado  |
| 2015 | Melhores do Ano                                         | Melhor Ator de Série ou Minissérie          | Mister Brau                         | Indicado  |
| 2015 | Prêmio Quem de Televisão                                | Melhor Ator                                 | Mister Brau                         | Indicado  |
| 2015 | Melhores do Ano Minha Novela                            | Melhor Casal com Taís Araújo                | Mister Brau                         | Indicado  |
| 2015 | Cine PE                                                 | Melhor Ator                                 | O Vendedor de Passados              | Venceu    |
| 2015 | Prêmios CBTIJ de Teatro para Crianças                   | Texto Adaptado                              | A Menina Edith e a Velha Sentada    | Venceu    |
| 2016 | Prêmio Arte Qualidade Brasil de Teatro                  | Melhor Ator Drama                           | O Topo da Montanha                  | Venceu    |
| 2016 | Grande Prêmio Cinema Brasileiro                         | Melhor Ator                                 | Tudo que Aprendemos Juntos          | Indicado  |
| 2016 | Melhores do Ano                                         | Melhor Ator de Série ou Minissérie          | Mister Brau                         | Indicado  |
| 2017 | Melhores do Ano                                         | Melhor Ator de Série ou Minissérie          | Mister Brau                         | Indicado  |
| 2017 | Prêmio Contigo! Online 2017                             | Melhor Ator de Série                        | Mister Brau                         | Indicado  |
| 2017 | Grande Prêmio Cinema Brasileiro                         | Melhor Ator                                 | Mundo Cão                           | Indicado  |
| 2017 | Prêmio Most Influential People of African Descent       | Personalidade Afro-descendente Influente    | Lázaro Ramos                        | Venceu    |
| 2017 | Prêmio Men of the Year Brasil                           | Homem do Ano em Literatura                  | Na Minha Pele                       | Venceu    |
| 2018 | Prêmio Sim À Igualdade Racial                           | Produção Cultural                           | Conjunto da obra                    | Pendente  |
| 2018 | International Filmmaker Festival of New York            | Melhor Ator                                 | O Beijo no Asfalto                  | Indicado  |
| 2018 | International Filmmaker Festival of New York            | Prêmio Especial                             | O Beijo no Asfalto                  | Venceu    |
| 2018 | Melhores do Ano                                         | Melhor Ator de Série ou Minissérie          | Mister Brau                         | Indicado  |
| 2019 | Séries em Cena Awards                                   | Melhor Ator Nacional                        | Mister Brau                         | Indicado  |
| 2019 | Festival de Gramado                                     | Troféu Oscarito                             | Pelo conjunto da obra               | Venceu    |
| 2019 | Grande Prêmio do Cinema Brasileiro                      | Melhor Ator                                 | O Beijo no Asfalto                  | Indicado  |
| 2020 | Prêmio The Brazilian Critic                             | Melhor Ator em Série de Comédia             | Amor e Sorte                        | Indicado  |
| 2020 | Splash Awards                                           | Melhor Ator                                 | Amor e Sorte                        | Indicado  |
| 2020 | Prêmio Contigo! de TV                                   | Melhor Ator de Série                        | Amor e Sorte                        | Indicado  |
| 2020 | Melhores do Ano Minha Novela                            | Melhor Ator de Série/Minissérie             | Amor e Sorte                        | Indicado  |
| 2020 | Prêmio Arcanjo de Cultura                               | Streaming TV                                | Falas Negras                        | Venceu    |
| 2020 | Prêmio APCA de Televisão                                | Destaque do Ano                             | Falas Negras                        | Indicado  |
| 2020 | Indie Memphis Film Festival                             | Melhor Roteiro                              | Medida Provisória                   | Venceu    |
| 2020 | Indie Memphis Film Festival                             | Melhor Recurso Narrativo                    | Medida Provisória                   | Indicado  |
| 2020 | Festival Internacional de Cinema de Moscou              | Melhor Filme do Ano                         | Medida Provisória                   | Indicado  |
| 2021 | Cordillera Filme Festival                               | Melhor Filme                                | Medida Provisória                   | Venceu    |
| 2021 | Festival de Cinema Itinerante da Língua Portuguesa      | Melhor Realizador                           | Medida Provisória                   | Venceu    |
| 2021 | Festival de Cinema Ibero-americano de Huelva            | Premio Manuel Barba al Mejor Guión          | Medida Provisória                   | Venceu    |
| 2021 | Pan Africa Film Festival                                | Jali Award                                  | Medida Provisória                   | Venceu    |
| 2021 | Festival do Rio                                         | Prêmio Especial do Júri                     | Medida Provisória                   | Venceu    |
| 2021 | Prêmio Mundo Negro                                      | Melhor Ator                                 | Lázaro Ramos                        | Venceu    |
| 2021 | Prêmio Ecoa                                             | Vozes que Ecoam                             | Personalidade transformando o mundo | Indicado  |
| 2021 | TikTok Awards                                           | Chegou brilhando                            | Perfil do ator no TikTok            | Indicado  |
| 2022 | Festival Sesc Melhores Filmes                           | Melhor Ator Nacional                        | O Silêncio da Chuva                 | Indicado  |
| 2022 | CCXP Awards                                             | Melhor Ator Filme (Brasil)                  | O Silêncio da Chuva                 | Indicado  |
| 2022 | CCXP Awards                                             | Melhor Filme (Brasil)                       | Medida Provisória                   | Indicado  |
| 2022 | CCXP Awards                                             | Melhor Direção (Brasil)                     | Medida Provisória                   | Indicado  |
| 2022 | Inffinito Film Festival                                 | Melhor Filme (júri)                         | Medida Provisória                   | Venceu    |
| 2022 | Inffinito Film Festival                                 | Melhor Roteiro (júri)                       | Medida Provisória                   | Venceu    |
| 2022 | Troféu AIB de Imprensa                                  | Melhor Filme                                | Medida Provisória                   | Venceu    |
| 2022 | Prêmio Men of the Year Brasil                           | Cinema                                      | Medida Provisória                   | Venceu    |
| 2022 | Prêmio Arcanjo de Cultura                               | Cinema                                      | Medida Provisória                   | Indicado  |
| 2022 | Melhores do Ano AnaMaria                                | Melhor Filme Brasileiro                     | Medida Provisória                   | Venceu    |
| 2022 | FICVINA - Festival Internacional de Cinema Viña del Mar | Homenagem                                   | Medida Provisória                   | Venceu    |
| 2022 | Mostra Xiii Brazilian Film Festival                     | Homenagem                                   | Medida Provisória                   | Venceu    |
| 2022 | Veja Rio - Cariocas do Ano                              | Cinema                                      | Medida Provisória                   | Venceu    |
| 2022 | Prêmio Potências                                        | Caneta do Ano (audiovisual)                 | Medida Provisória                   | Indicado  |
| 2022 | Prêmio Potências                                        | Brabx do Ano                                | Lázaro Ramos                        | Indicado  |
| 2023 | Festival Sesc Melhores Filmes                           | Melhor Filme Nacional                       | Medida Provisória                   | Indicado  |
| 2023 | Festival Sesc Melhores Filmes                           | Melhor Diretor Nacional                     | Medida Provisória                   | Indicado  |
| 2023 | Festival Sesc Melhores Filmes                           | Melhor Roteiro                              | Medida Provisória                   | Indicado  |
| 2023 | Festival Sesc Melhores Filmes                           | Melhor Ator Nacional                        | As Verdades                         | Indicado  |
| 2023 | Festival Sesc Melhores Filmes                           | Melhor Ator Nacional                        | Papai é Pop                         | Indicado  |
| 2023 | Prêmio Shell de Teatro - SP                             | Melhor Direção (com Tatiana Tiburcio)       | O Método Gronholm                   | Indicado  |
| 2023 | Melhores do Ano                                         | Ator de Novela                              | Elas por Elas                       | Indicado  |
| 2023 | Melhores do Ano TV Press                                | Melhor Ator Coadjuvante                     | Elas por Elas                       | Venceu    |
| 2023 | Prêmio Guarani de Cinema Brasileiro                     | Melhor Roteiro Adapatado                    | Medida Provisória                   | Indicado  |
| 2024 | Festival Sesc Melhores Filmes                           | Melhor Ator Nacional                        | Ó Paí, Ó 2                          | Indicado  |
| 2024 | Prêmio iBest                                            | Influenciador Bahia                         | Lázaro Ramos                        | Indicado  |
| 2024 | Prêmio iBest                                            | Protagonista Influenciador                  | Elas por Elas                       | Indicado  |